# ابولی (ایتالیا)
ابولی (ایتالیا) (به ایتالیایی: Eboli) یک کومونه در ایتالیا است که در استان سالرنو واقع شده‌است.

## خصوصیات
ابولی ۱۳۸٫۷ کیلومترمربع مساحت و ۳۸٬۶۵۲ نفر جمعیت دارد و ۱۴۵ متر بالاتر از سطح دریا واقع شده‌است.

## خواهرخوانده
شهر Pastrana خواهرخواندهٔ ابولی (ایتالیا) هست.